# 深沢アート研究所
深沢アート研究所（ふかさわあーとけんきゅうじょ）は、山添joseph勇とカブによるアートユニットである。2003年に設立した。

## メンバー略歴
- 山添joseph勇
東京造形大学絵画科卒
群馬松嶺福祉短期大学特任講師（2008~）

- カブ
日本大学芸術学部彫刻科卒
日本大学芸術学部彫刻家助手
University of East London卒

## 展覧会
- 2003,2004　日本マケドニア現代アート交流展
- 2005,2006,2007,2008　「食と現代美術」Part1~4　BankART1929
- 2007　代官山インスタレーション
- 2009　パーク展（主催）BankART1929